# Ajn al-Chadra
Ajn al-Chadra (arab. عين الخضراء) – wieś w Syrii, w muhafazie Al-Hasaka. W 2004 roku liczyła 676 mieszkańców.